# Alphons Koechlin
 (août 2024).
Si vous disposez d'ouvrages ou d'articles de référence ou si vous connaissez des sites web de qualité traitant du thème abordé ici, merci de compléter l'article en donnant les références utiles à sa vérifiabilité et en les liant à la section « Notes et références ».
Pour les articles homonymes, voir Koechlin.
Alphons Koechlin, prononcé ke'klɛ̃, (6 avril 1821, Bâle - 6 février 1893, Bâle) est un homme d'affaires et homme politique suisse.

## Biographie
Fils de Samuel Koechlin (1785-1874), fabricant de rubans, et de Valeria Burckhardt, il suit une formation commerciale en Suisse et en France. Rentré à Bâle en 1846, il fonde une fabrique de rubans de soie avec son père et son frère, avant de s'associer avec Adolf Burckhardt en 1863 pour créer la Banque commerciale de Bâle. Il est également le cofondateur de la Société du commerce et d'industrie de Bâle en 1875. Administrateur de la Compagnie des Chemins de fer du central suisse (1861-1893), il préside la Chambre bâloise de commerce de 1876 à 1891 et l'Union suisse du commerce et de l'industrie de 1876 à 1878.
Député conservateur au Grand Conseil du canton de Bâle-Ville de 1853 à 1881, qu'il président de 1876 à 1877, et membre du Petit Conseil de 1859 à 1875, Koechlin préside la commission économique de 1859 à 1875, le collège du commerce de 1863 à 1875, l'inspection des fabriques de 1870 à 1875, et est membre du collège des comptes (1859-1877) et du collège d'État (1867-1875).
Il est conseiller aux États de 1866 à 1875, qu'il préside de 1874 à 1875.
Marié à Adèle Geigy, fille de Karl Geigy et sœur de Johann Rudolf Geigy-Merian (de), il est le père de Carl Koechlin.